# انسیترلویر
انسیترلویر (انگلیسی: Ensitrelvir) (با نام تجاری Xocova) یک داروی ضد ویروسی است که توسط شیونوگی با مشارکت دانشگاه هوکایدو ساخته شده است که به عنوان یک مهارکننده پروتئاز 3C مانند خوراکی برای درمان عفونت کووید-۱۹ عمل می‌کند. این دارو از طریق دهان مصرف می‌شود و با موفقیت در برابر نوع امیکرون که اخیراً پدیدار شده است آزمایش شده است.